# 邁阿密 (奧克拉荷馬州)
邁阿密（Miami）位於美國奧克拉荷馬州渥太華縣，尼歐肖河河畔，是該縣的縣治，人口12,969人。城市的名稱來自於北美原住民邁阿密族。